# Copacabana (Bolivia)

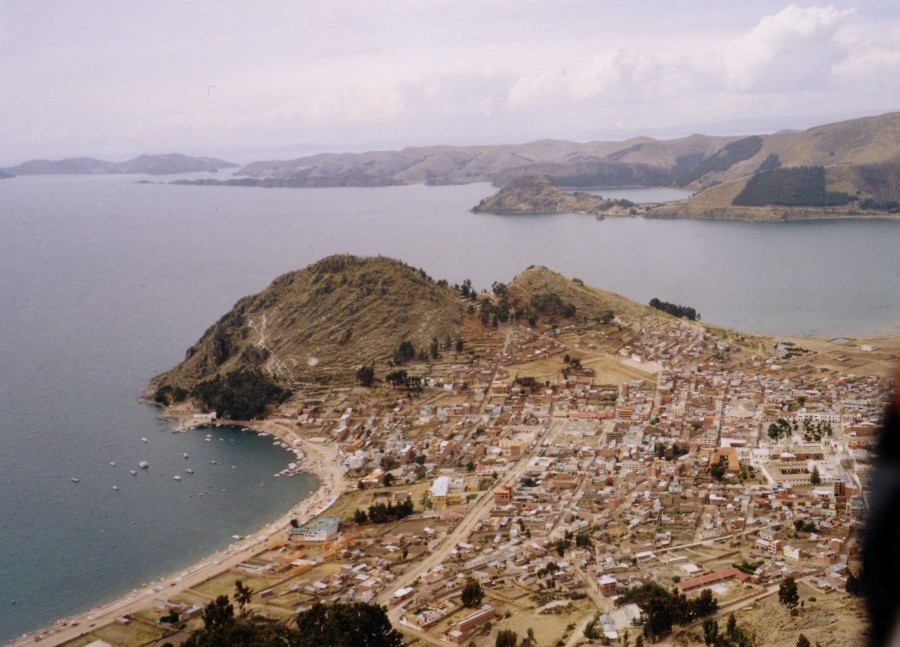
Copacabana vista dall'alto

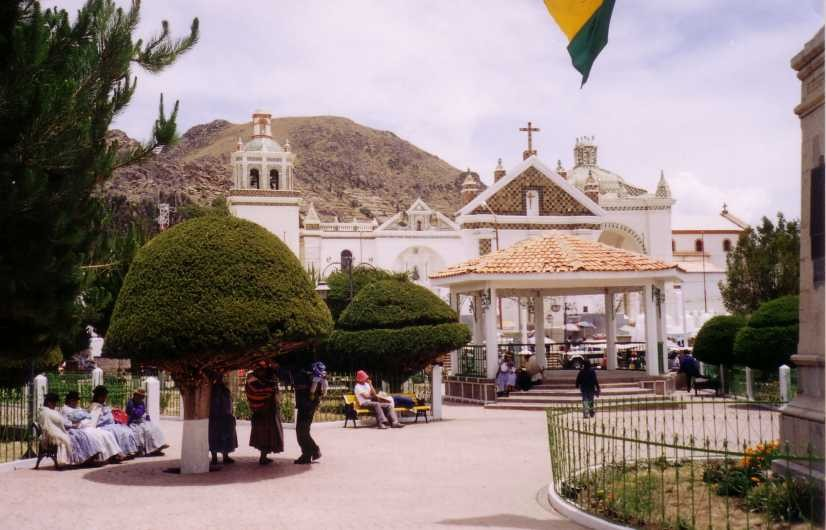
Basilica

Copacabana è un comune (municipio in spagnolo) della Bolivia nella provincia di Manco Kapac (dipartimento di La Paz) con 15 195 abitanti (dato 2010).
Costituisce il più grande insediamento sul versante boliviano del Lago Titicaca. Da questa cittadina partono le imbarcazioni per arrivare all'Isla del Sol, una delle isole sacre agli Inca.

## Etimologia
Ci sono due teorie sull'origine del nome. La prima deriva dalla parola Aymara kota kahuana, che significa vista del lago. La seconda trae il nome dalla dea Copakawana, venerata in epoca precolombiana.

## Storia
I primi ritrovamenti archeologici della zona risalgono al XIV secolo a.C. e sono riconducibili alla cultura Guarani Ñandeva. Nei secoli successivi si sviluppò la cultura Tiahuanaco che si espanse in tutta l'area. Si pensa che Copacabana appartenesse a questo impero, il primo grande impero nel territorio andino.
Successivamente vi furono le dominazioni dei regni Kolla (o Qulla) che fiorirono principalmente tra il XII e il XIII secolo. In questo periodo la città era popolata da pescatori e agricoltori.
Dal XIII secolo i kolla, chiamati poi aymara, furono sconfitti dagli Inca, quando Pachacútec Inca Yupanqui, l'imperatore inca uccise Chuchi Capac, governante aymara. A questo Inca si attribuisce la fondazione della città e degli insediamenti sulla Isla del Sol.
La dominazione incaica proseguì fino all'arrivo dei conquistadores spagnoli nel 1534. Nel 1550 venne costruita la prima chiesa cristiana, trasformata poi, il 2 febbraio 1583 nella Basilica di Nuestra Señora de Copacabana.

## LaVirgen de Copacabana
In città si trova la basilica di Nuestra Señora de la Candelaria (XVI secolo). In questo santuario, uno dei più antichi del continente, è contenuta l'immagine della Virgen de la Candelaria (nota anche come Virgen de Copacabana o Virgen negra).

## Curiosità
Copacabana, il quartiere di Rio de Janeiro famoso per la sua spiaggia, prende il nome da questa città boliviana. Infatti, a metà del XVIII secolo, venne costruita, nella località brasiliana di Sacopenapã, una cappella contenente una copia della Virgen de Copacabana. Da allora, questa località, cambiò il suo nome in quello dell'omonima cittadina boliviana, in onore dell'immagine sacra.

## Cantoni
Il comune è suddiviso in 3 cantoni:
- Copacabana
- Lokha
- Zampaya